# Пол Варбург
Пол Мориц Варбург (на английски: Paul Moritz Warburg) (10 август 1868 – 24 януари 1932) е американски банкер от германско-еврейски произход. Изготвя по-голямата част от проекта за системата на Федералния резерв на САЩ.

## Ранни години
Пол Варбург е роден в Хамбург, Германия в заможно семейство на еврейски банкери. Негови родители са Мориц и Шарлот (Естер) Варбург. Завършва кралската гимназия в Хамбург през 1886 г., след което започва работа при Симон Хауер, чиято компания се занимава с внос/износ, където придобива основните си практически бизнес умения. Работил е и за Samuel Montague & Company, в Лондон през 1889 – 1890 г., както и Banque Russe pour le Commerce Etranger в Париж през 1890 – 1891 г. 
През 1891 г. Варбург започва работа в семейната фирма M.M. Warburg & CO, основана през 1798 г. от неговия прадядо. През зимата на 1891 – 1892 г. предприема околосветско пътешествие и прекъсва работа. Връща се отново като партньор във фирмата през 1895 г.
На 1 октомври 1895 г. в Ню Йорк Варбург сключва брак с Нина Дж. Льоб, дъщеря на Соломон Льоб, който е основател на Kuhn, Loeb & Company. От този брак има син и дъщеря – Джеймс Пол Варбург и д-р Бетина Варбург. 

## Кариера
Въпреки че е основна фигура в немския финансов сектор, след честите си бизнес пътувания до Ню Йорк Варбург се установява за постоянно в Ню Йорк през 1902 г. и работи за Kuhn, Loeb & Company, където негов партньор е Якоб Шиф. Остава партньор в семейната фирма в Хамбург, а през 1911 г. получава и американско гражданство. Членува и в Congregation Emanu-El в Ню Йорк.
Варбург е избран за директор на Wells Fargo & Company през февруари 1910 г. и остава там до септември 1914 г., когато е назначаван в борда на управителите на Федералния резерв съвет, а на негово място в Wells Fargo идва Якоб Шиф.
Пол Варбург е един от най-големите привърженици на идеята за основаване на централна банка в Америка. През 1907 г. публикува „Недостатъци и потребности на нашата банкова система“, както и „План за нова Централна банка“. Неговите усилия се увенчават с успех през 1913 г., когато е създадена системата на Федералния резерв, а президентът на САЩ Уудроу Уилсън го назначава в Съвета на управителите, където остава до 1918 г.
През 1919 г. той създава Американския съвет за одобрение, а през 1921 г. – International Acceptance Bank of New York, която през 1929 г. е купена от Bank of the Manhattan Company. Варбург поема управлението на компанията.
През 1921 г. е председател на Съвета за чуждестранни връзки при основаването и остава на този пост до смъртта си. От 1921 г. до 1926 г. е член на Консултативния съвет на Федералния резерв, като за периода 1924 – 1926 г. е на председателския пост. Попечител е и на Икономическия институт, създаден през 1922 г. (от 1927 г. е вече Брукингс Институт).
На 8 март 1929 г. Варбург предупреждава на опасността от спекулациите на фондовата борса в САЩ, която впоследствие става причина за катастрофата през октомври същата година.
Пол Варбург подкрепя немско-американското културно сътрудничество, подпомага фондацията „Карл Шурц“ през 1930 г. и служи като неин ковчежник от май 1930 г. до смъртта си. Има и голям принос за библиотеката „Варбург“ в Хамбург, създадена от семейството му. Предоставя на Хайделбергския университет една от нейните зали, известни като Американския дом, и щедро подпомага Академията за политически науки в Берлин.

## Смърт
Пол Варбург умира в дома си в Ню Йорк на 24 януари 1932 г. и е погребан в Слийпи Холоу, щата Ню Йорк. До смъртта си той е председател на Bank of Manhattan Trust Company, Farmers Loan and Trust Company of New York, First National Bank of Boston, Baltimore & Ohio Railroad, Union Pacific Railroad, Los Angeles & Salt Lake Railroad, Western Union Telegraph Company, American I.G. Chemical Company, Agfa Ansco Corporation, както и на Warburg & Company of Amsterdam.

## Семейство
Синът му Джеймс Варбург (1896 – 1969) е финансов съветник на президента Франклин Д. Рузвелт през първите години от неговия мандат.